# Зайон Вільямсон
Зайон Латіф Вільямсон (англ. Zion Lateef Williamson, нар. 6 липня 2000, Солсбері, Північна Кароліна, США) — американський професійний баскетболіст, важкий та легкий форвард команди НБА «Нью-Орлінс Пеліканс». Перший вибір на драфті 2019, найкращий баскетболіст 2019 року серед студентів США.

## Ранні роки

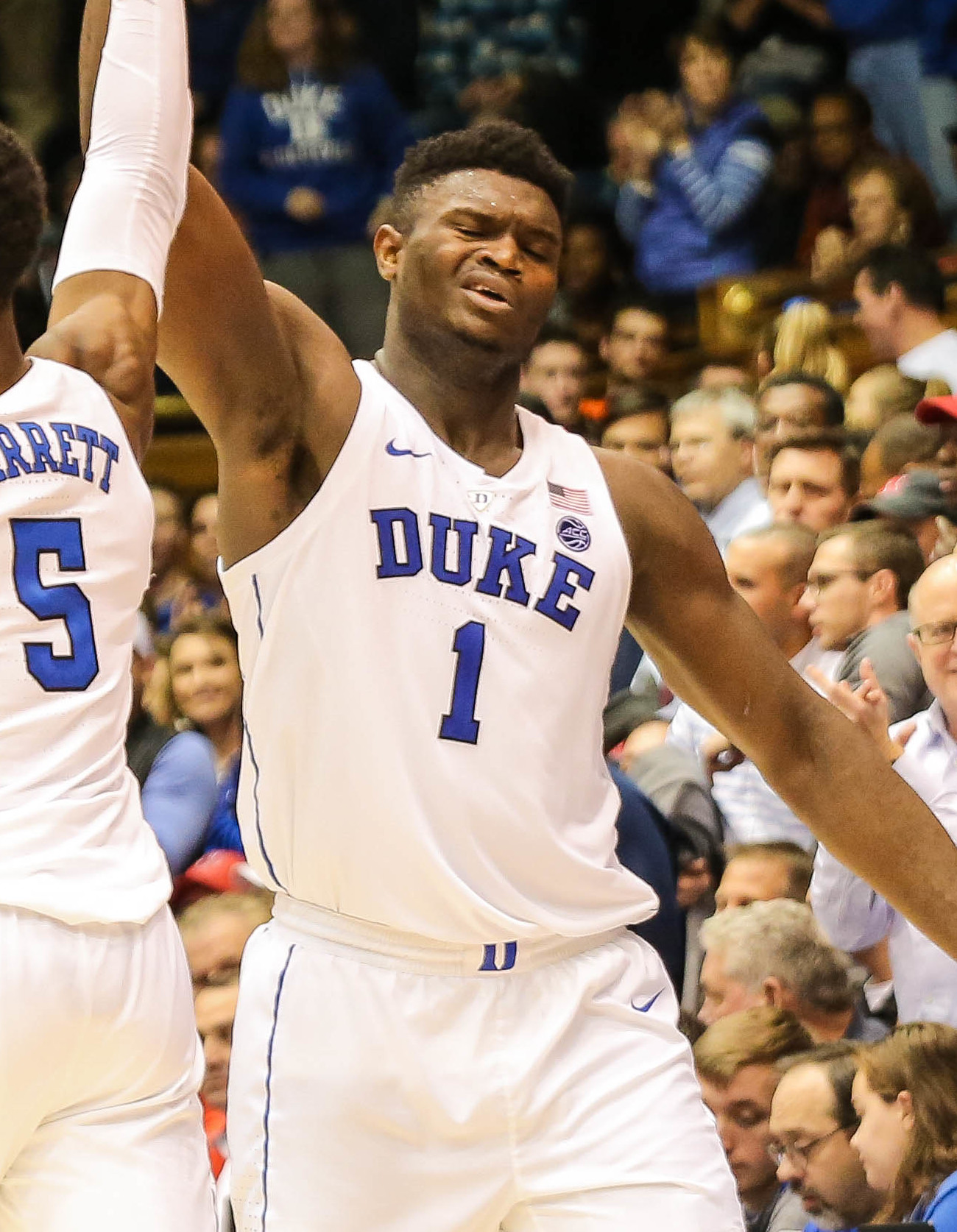
Вільямсон у 2018

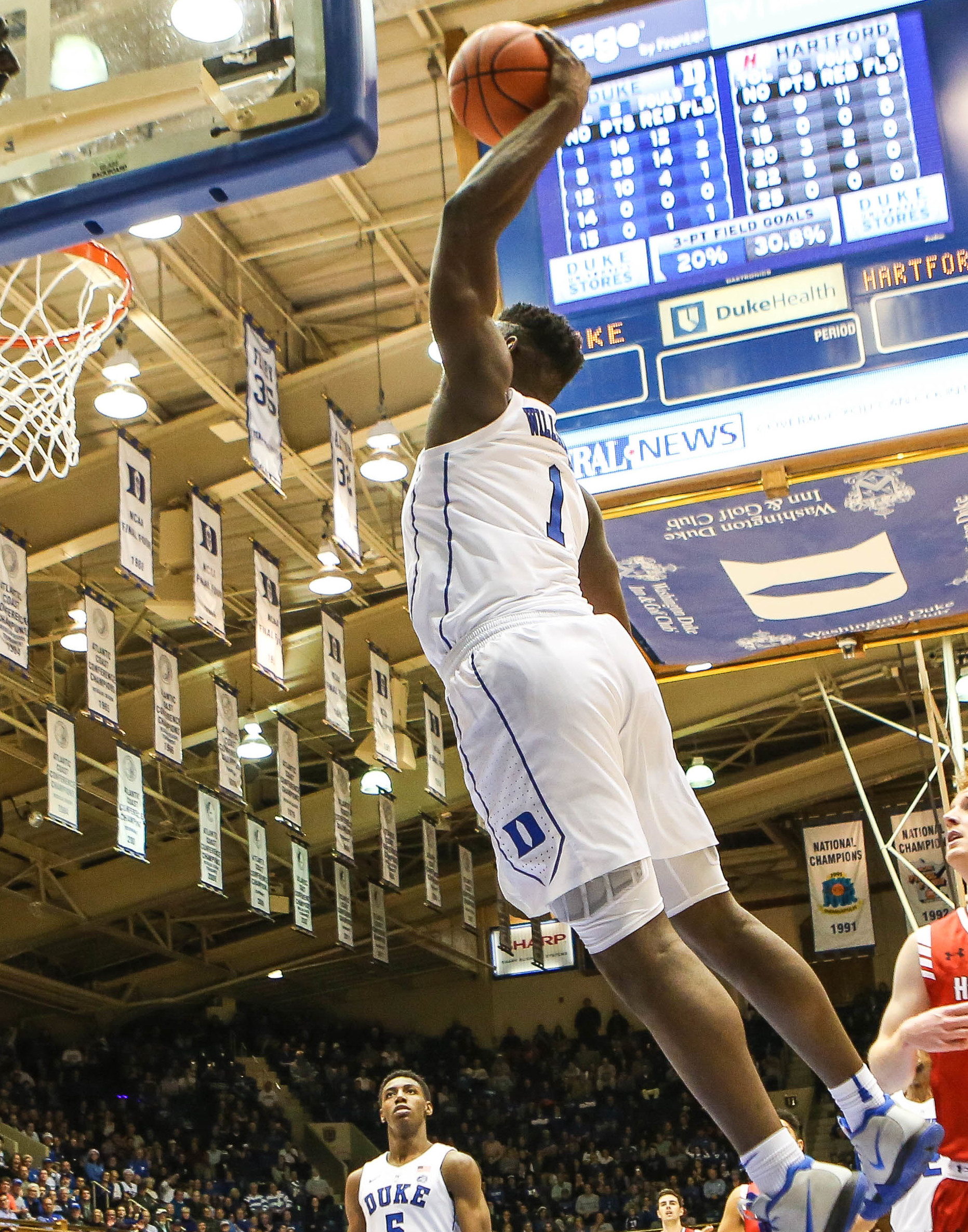
Вільямсон виконує слем-данк, грудень 2018

З дитинства Вільямсон займався футболом та американським футболом. Згодом почав займатися баскетболом, а у віці дев'яти років почав щодня прокидатися о п'ятій годині ранку для занять спортом. В підлітковому віці тренувався в школі своєї матері, де вона включала його до складу команд, з старшими на чотири роки хлопцями. Пізніше займався баскетболом зі своїм вітчимом, який награвав його на позиції розігруючого захисника.
У випускному класі старшої школи Спартанбурга, Південна Кароліна, набирав 36,4 очки, 11,4 підбирання та 3,4 асиста за гру. Після закінчення школи отримав пропозиції на спортивні стипендії від таких топ-закладів як Клемсонський університет, Канзаський університет, Університет Кентуккі, Університет Північної Кароліни в Чапел-Гілл та Університет Південної Кароліни, проте обрав Дюкський університет через постать головного тренера Майка Кшижевскі. Вільямсон також отримав пропозицію від Університету штату Луїзіана для участі у їхній команді з американського футболу, проте відмовив.
Під час свого дебютного сезону в студентській лізі встановив рекорд Дюка за набраними очками в матчі для новачка — Вільямсон набрав 35 очок, покращивши попереднє досягнення Марвіна Беглі III та Джей Джей Редіка. 20 лютого 2019 року на початку матчу проти Північної Кароліни у Вільямсона порвалась кросівка Nike, через що він травмувався. На наступний день після інциденту, ринкова капіталізація компанії Nike на фондовому ринку впала на $1.5 млрд.
Допоміг Дюку дійти до чвертьфіналу турніру NCAA, хоча команда вважалась фаворитом змагань. Протягом сезону забив 68% кидків, що стало рекордом для новачка. Він також приєднався до компанії Кевіна Дюранта та Ентоні Девіса, яким вдалося протягом сезону набрати 500 очок, 50 перехоплень та 50 підбирань. За підсумками сезону був визнаний найкращим баскетболістом року серед студентів.
15 квітня 2019 року виставив свою кандидатуру на драфт НБА.

## Професійна кар'єра
20 червня 2019 року був обраний у першому раунді драфту НБА під загальним 1-м номером командою «Нью-Орлінс Пеліканс». 1 липня підписав свій перший професійний контракт. 13 жовтня під час передсезонної підготовки травмував коліно. Зміг дебютувати у лізі лише через три місяці — 22 січня 2020 року в матчі проти «Сан-Антоніо Сперс», де набрав 22 очки та зробив 7 підбирань. Згодом став першим тінейджером, який здобув більше 20 очок у 10 матчах поспіль. 1 березня набрав рекордні для себе 35 очок у матчі проти «Лос-Анджелес Лейкерс». За підсумками сезону був найрезультативнішим новачком у лізі, а також на другому місці за підбираннями. 15 вересня потрапив до Першої збірної новачків НБА.
12 лютого 2021 року оновив свій рекорд результативності, набравши 36 очок у матчі проти «Далласа». 23 лютого був названий учасником матчу всіх зірок НБА. Протягом сезону встановив досягнення як другий гравець з найбільшою кількістю матчів з мінімум 20 набраних очок при 50% результативності після Шакіла О'Ніла, обійшовши таких гравців як Вілт Чемберлейн та Карл Мелоун. У міжсезоння отримав травму, через яку не зміг зіграти цілий сезон.

## Профіль гравця
Зріст Вільямсона становить 201 см, а вага — 129 кг. Незважаючи на велику вагу як для баскетболіста, Вільямсон відомий своєю швидкістю та стрибучістю. Гравець НБА Кевін Дюрант описав його як «спортсмена, який з'являється раз на покоління». Вільямсон виступає на позиції важкого форварда, але також може грати центра у «легкій п'ятірці». Через свої непересічні фізичні дані його часто описують як такого, що не підходить під жодну баскетбольну позицію. Експерти його часто порівнюють з Чарльзом Барклі, Ларрі Джонсоном, Леброном Джеймсом та Джуліусом Рендлом. Шульга, проте чудово працює обома руками.

## Статистика виступів

### Коледж
| Сезон   | Команда | GP | GS | MPG  | FG%  | 3P%  | FT%  | RPG | APG | SPG | BPG | PPG  |
| ------- | ------- | -- | -- | ---- | ---- | ---- | ---- | --- | --- | --- | --- | ---- |
| 2018–19 | Дюк     | 33 | 33 | 30.0 | .680 | .338 | .640 | 8.9 | 2.1 | 2.1 | 1.8 | 22.6 |

### НБА

#### Регулярний сезон
| Сезон             | Команда               | GP | GS | MPG  | FG%  | 3P%  | FT%  | RPG | APG | SPG | BPG | PPG  |
| ----------------- | --------------------- | -- | -- | ---- | ---- | ---- | ---- | --- | --- | --- | --- | ---- |
| 2019–20           | «Нью-Орлінс Пеліканс» | 24 | 24 | 27.8 | .583 | .429 | .640 | 6.3 | 2.1 | .7  | .4  | 22.5 |
| 2020–21           | «Нью-Орлінс Пеліканс» | 61 | 61 | 33.8 | .611 | .294 | .698 | 7.2 | 3.7 | .9  | .6  | 27.0 |
| Усього за кар'єру | Усього за кар'єру     | 85 | 85 | 31.7 | .604 | .333 | .683 | 7.0 | 3.2 | .9  | .6  | 25.7 |

## Особисте життя
Батько Вільямсона — Латіф, був гравцем з американського футболу та мав відзнаки на шкільному рівні. Мати — Шаронда Семпсон, займалася легкою атлетикою, а згодом стала вчителькою фізкультури в середній школі. За порадою своєї матері, яка говорила назвати сина «чимось особливим», вона назвала його на честь біблейської локації — пагорба Сіона, що біля Єрусалима. Коли Зайону було п'ять років, його батьки розлучилися, а матір вийшла заміж вдруге — за Лі Андерсона. У Вільямсона також є молодший на п'ять років брат Ноа.
23 липня 2019 року підписав спонсорську угоду з Air Jordan на 75 млн доларів. Цей контракт став другим найбільшим в історії для новачка НБА після 90 млн доларів, підписаних за угодою Nike та Леброна Джеймса.
13 березня Вільямсон пообіцяв платити заробітну платню працівників Смуті-Кінг-центр протягом цілого місяця протягом перерви в НБА, пов'язаної з пандемією коронавірусної хвороби.